# Heinz Finger (Dirigent)
Heinz Finger (* 9. Juli 1923 in Herne; † 2005) war ein deutscher Dirigent und Musikpädagoge.

## Leben und Werk
Heinz Finger studierte von 1937 bis 1944 an der Folkwang-Hochschule in Essen. Seine Lehrer waren dort Hermann Erpf, Anton Hardörfer, Erich Sehlbach und Ludwig Weber.
1945 wurde er musikalischer Oberleiter am Stadttheater Sonneberg (Thüringen). 1947 wurde er Kapellmeister beim Philharmonischen Orchester Eisenach und 1948 musikalischer Oberleiter am Landestheater Gotha. Von 1951 bis 1957 wirkte er als Musik- und Operndirektor am Deutschen Nationaltheater Weimar. Von 1955 bis 1957 war er gleichzeitig Leiter der Dirigentenklasse und des Orchesters der Hochschule für Musik in Weimar. Von 1957 bis 1966 wirkte er als städtischer Musikdirektor in Pforzheim. Seit 1966 wirkte er als Generalmusikdirektor des Osnabrücker Symphonieorchesters und Musikalischer Direktor des Theaters am Domhof in Osnabrück. Im Mai 1988 ging er dort in den Ruhestand und übergab seine Aufgaben an den Schweizer Dirigenten Jean-François Monnard.
Heinz Finger erhielt 1986 das Bundesverdienstkreuz am Bande.
Heinz Finger war der Vater des Gitarristen und Gitarrenbauers Peter Finger.